# Ondrej Šmelko
Ondrej Šmelko (Bardejov, 21 settembre 1967) è un ex calciatore slovacco, di ruolo difensore.

## Carriera

### Nazionale
Ha collezionato sette presenze con la propria Nazionale.